# Бари Маккей
Бари Маккей (на английски: Barry MacKay)  е американски тенисист.

## Биография
Бари Маккей е роден на 4 март 1927 г. в Синсинати, Охайо. Израства в Дейтън, Охайо, където посещава гимназия „Оукуд“. През 1950 г. той печели Националния шампионат на двойки на закрито за момчета. Той е Шампион по тенис в гимназията в Охайо през 1952 и 1953 г. Класиран е на 16-о място в националното първенство за юноши.
Бари Макай почива на 15 юни 2012 г. в Сан Франциско, Калифорния, на 76-годишна възраст след дълго боледуване. От съпругата си Микеле има дъщеря на име Кели.

## Кариера
Бари Маккей е класиран като номер 1 в САЩ през 1960 г.
Маккей достига четвъртфинал на Уимбълдън през 1958 и 1960 г. и полуфинал през 1959 г. Финалист е на двойки на Откритото първенство на САЩ през 1958 г. с партньор Сам Джамалва.
През 1959 г. достига до полуфинал на сингъл на австралийското първенство, губи от Алекс Олмедо в пет сета. На полуфинала на Уимбълдън губи от Род Лейвър в пет сета. След това стига до четвъртфинал на първенството на САЩ, губи от Бърнард Барцен.
През 1960 г. е поставен под номер 1 на френското първенство и достига до четвъртфинал, губи от Орландо Сирола. Печели Италия Оупън в началото на май, побеждава защитаващия титлата Луис Аяла в пет сета. Маккей два пъти печели Пасифик Коуст Чемпиъншипс, през 1959 г. и 1960 г.
През 1960 г. той печели още десет турнира, достига до четвъртфинал на Националния шампионат на САЩ, и става номер 1 в класацията на Съединените щати.
През 1961 г. Бари Маккей става професионалист.

## Кариерна статистика

#### Финали на двойки отГолям шлем(1)
| година | турнир | партньор     | съперник                        | резултат                   |
| ------ | ------ | ------------ | ------------------------------- | -------------------------- |
| 1958   | ОП САЩ | Сам Джамалва | Алекс Олмедо Хамилтън Ричардсън | 6 – 3, 3 – 6, 4 – 6, 4 – 6 |